# Errina antarctica
Errina antarctica is een hydroïdpoliep uit de familie Stylasteridae. De poliep komt uit het geslacht Errina. Errina antarctica werd in 1872 voor het eerst wetenschappelijk beschreven door Gray. 